# José Bautista (baseball, 1964)
Pour les articles homonymes, voir José Bautista (homonymie) et Bautista (homonymie).
José Joaquin Bautista Arias (né le 25 juillet 1964 à Baní, Peravia, République dominicaine) est un lanceur droitier de baseball ayant joué dans les Ligues majeures de 1988 à 1997, principalement comme lanceur de relève.

## Carrière
José Bautista signe son premier contrat professionnel en 1981 avec les Mets de New York. Après sept saisons en ligues mineures, son contrat passe des Mets aux Orioles de Baltimore via le repêchage de règle 5 le 7 décembre 1987. Bautista fait ses débuts dans le baseball majeur avec les Orioles le 9 avril 1988. Il est surtout lanceur partant à ses débuts, amorçant 25 de ses 33 matchs pour Baltimore à sa saison recrue. Les succès ne sont guère au rendez-vous avec 6 victoires, 15 défaites et une moyenne de points mérités de 4,30 en 1988, puis une moyenne de 5,31 en 15 parties, dont 10 départs en 1989. Il fait quelques apparitions comme releveur pour Baltimore en 1990 et 1991.
Mis sous contrat par les Royals de Kansas City par la suite, il passe une saison hors du baseball en 1992 et n'endosse pas l'uniforme de ce club. En 1993, il refait surface chez les Cubs de Chicago et connaît comme lanceur de relève sa meilleure année : il maintient une moyenne de points mérités de 2,82 en 111 manches et deux tiers lancées. Il joue 58 parties cette année-là, seulement 7 comme partant, et remporte 10 victoires contre trois défaites. La saison suivante, sa moyenne se chiffre à 3,89 en 69 manches et un tiers au monticule lors de 58 parties lancées en relève.
Bautista joue deux années (1995 et 1996) avec les Giants de San Francisco puis met un terme à sa carrière après une saison 1997 partagée entre les Tigers de Détroit et les Cardinals de Saint-Louis.
José Bautista a joué 312 parties dans le baseball majeur, dont 263 comme releveur. Sa moyenne de points mérités se chiffre à 4,62 en 685 manches et deux tiers lancées avec 32 victoires, 42 défaites, trois sauvetages et 328 retraits sur des prises. Comme lanceur partant il a réussi quatre matchs complets, les trois premiers à sa première saison chez les Orioles.